# 侯宝林故居
39°55′31″N 116°25′09″E / 39.925143°N 116.419158°E
侯宝林故居位于北京市东城区东四头条19号，是相声大师侯宝林在北京的故居。

## 历史
侯宝林故居是侯宝林生活后期进行创作和研究的书斋。1993年2月4日，侯宝林逝世。2007年11月27日，在东城区文联和东四街道办事处的筹备下，经侯宝林亲属的认可，侯宝林故居正式对外开放，供公众免费参观。
侯宝林故居开放后，展品主要是照片，但参观者很少。2012年，7月21日大雨期间，此处遭雨水侵袭，房顶坍塌，故居停止开放；同年底，故居的看护者病逝，此后没有继任者，故居无人护理。